# Săcele
Săcele é uma cidade da Roménia com 29.967 habitantes, localizada no distrito de Brașov.